# 12044 Fabbri
12044 Fabbri eller 1997 FU är en asteroid i huvudbältet som upptäcktes den 29 mars 1997 av de båda italienska astronomerna Giuseppe Forti och Maura Tombelli vid Montelupo-observatoriet. Den är uppkallad efter amatörastronomen Luciano Fabbr.
Asteroiden har en diameter på ungefär 7 kilometer och den tillhör asteroidgruppen Eunomia.